# Rumanía en los Juegos Olímpicos de la Juventud 2018
Rumanía participó en los Juegos Olímpicos de la Juventud de Buenos Aires 2018, celebrados entre el 6 y el 18 de octubre de 2018. El responsable del equipo olímpico es el Comité Olímpico y Deportivo Rumano, así como las federaciones deportivas nacionales de cada deporte con participación. La delegación obtuvo dos medallas doradas, tres de plata y tres de bronce en las justas.

## Medallero
| Medalla | Oro | Plata | Bronce | Total |
| ------- | --- | ----- | ------ | ----- |
| Total   | 2   | 3     | 3      | 8     |

## Básquetbol
Rumanía clasificó un equipo femenino gracias a su posición en el ranking sub-18 de Basquetbol 3x3.
- Torneo femenino - 1 equipo de 4 atletas

## Esgrima
Rumanía clasificó dos atletas (un hombre y una mujer) gracias a su actuación en el Campeonato Mundial Cadete 2018.
- Sable masculino - Andrei Pastin
- Florete femenino - Rebeca Candescu

## Gimnasia

### Artística
Rumanía posee una plaza femenina gracias a su actuación en el Campeonato Europeo Juvenil 2018.
- Evento individual femenino completo - 1 plaza

### Rítmica
Rumanía calificó una gimnasta durante el evento calificatorio europeo.
- Evento individual femenino completo - 1 plaza

## Halterofilia
Rumanía clasificó dos atletas gracias a su actuación en el Campeonato Juvenil Mundial 2017.
- Evento femenino - 2 plazas

## Remo
Rumanía logró clasificar dos parejas, una masculina y otra femenina, gracias a su actuación en el Campeonato Mundial De Remo Junior.
- Pareja Masculina – 2 atletas
- Pareja Femenina – 2 atletas

## Tenis de mesa
Rumanía clasificó dos atletas (un hombre y una mujer) gracias a su actuación en los torneos clasificatorios para los Juegos.
- Evento individual masculino - Cristian Pletea
- Evento individual femenino - Andreea Dragoman